# Catimbó-jurema
Concebe-se como Catimbó-Jurema, ou simplesmente Jurema, a religião que se utiliza de sessões de Catimbó na veneração da Jurema e dos Orixás. 
O Catimbó-Jurema é um culto híbrido, nascido dos contatos ocorridos entre as espiritualidades indígena, européia e africana, contatos esses que se deram em solo brasileiro, a partir do século XVI, com o advento da colonização. como tradição religiosa é uma tradição nordestina que se iniciou com o uso da jurema pelos indígenas da região norte e nordeste do Brasil, tendo sofrido influências de variadas origens, da feitiçaria europeia à pajelança, xamanismo indígena, passando pelas religiões africanas, pelo catolicismo popular, e até mesmo pelo esoterismo moderno, psicoterapia psicodélica e pelo cristianismo esotérico. No contexto do sincretismo brasileiro afro-ameríndio, a presença ou não da jurema como elemento sagrado do culto vem estabelecer a diferença principal entre as práticas de umbanda. As práticas são um assunto ainda pouco estudado.

## A planta
Apesar de bastante conhecida no Nordeste do Brasil ainda não há um consenso sobre qual a classificação exata da planta popularmente conhecida por Jurema.
A Jurema (Acacia Jurema mart.) é uma das muitas espécies das quais a acacia é o gênero. Várias espécies de Acácia nativas do nordeste brasileiro recebem o nome popular de Jurema.
As Acácias sempre foram consideradas plantas sagradas por diferentes povos e culturas de todo o mundo; Os Egípcios e Hebreus veneravam a "Acacia nilotica" (Sant, Shittim, Senneh), os Hindus a "Acacia suma" (Sami), os Árabes a "Acacia arabica" (Aluazá), os Incas e outros povos indígenas da América do sul veneravam a "Acacia cebil"(vilca, Huillca, Cebil), os nativos do Orinoco a "Acacia niopo" (Iopó) e os índios do nordeste brasileiro tinham na "Acacia jurema" (Jurema, Jerema, Calumbi) a sua árvore sagrada, a sua Acacia, ao redor da qual desenvolveu-se essa tradição hoje conhecida como "Jurema sagrada".

### Etimologia
A origem do termo catimbó é controversa, embora a maior parte dos pesquisadores afirme que deriva da língua tupi antiga, onde caa significa floresta e timbó refere-se a uma espécie de torpor que se assemelha à morte. Desta forma, catimbó seria a floresta que conduz ao torpor, numa clara referência ao estado de transe ocasionado pela ingestão do vinho da jurema, em sua diversidade de ervas. Outras teorias, porém, relacionam o vocábulo com a expressão cat, fogo, e imbó, árvore, neste mesmo idioma. Assim, fogo na árvore ou árvore que queima relataria a sensação de queimor momentâneo que o consumo da Jurema ocasiona. Em diversos estados do nordeste brasileiro, onde os rituais de catimbó são associados unicamente à prática de magia negra, a palavra ganha um significado pejorativo, podendo englobar qualquer atividade mágica realizada no intuito de prejudicar outrem. Na verdade o culto a Jurema sagrada tem como princípio básico a Ajuda a todos que pedem e merecem tal ajuda, Aconselhamento e Cura.

### Terminologia
O termo catimbozeiro ou juremeiro é usado para designar os adeptos do catimbó-jurema, embora, ofensivamente, também possa referir-se a qualquer praticante de magia negra, Candomblé ou Quimbanda. O tratamento é destinado ao indivíduo que, além do culto a Catimbó-jurema, é devoto dos orixás do panteão africano. Ademais, diversos credos distintos fazem uso dos efeitos enteógenos do Catimbó-jurema.

## Origens
O Catimbó-jurema é remanescente da tradição religiosa dos índios que habitavam o litoral da Paraíba, Rio Grande do Norte e no Sertão de Pernambuco e dos seus pajés, grandes conhecedores dos mistérios do além, plantas e dos animais.
No ano de 1742 é descrito numa denúncia ao rei de Portugal o ritual da Jurema pelos índios Sucuru e Canindé aldeados na Missão da Boa Vista no Brejo Paraibano:

## Origem do culto
O culto à árvore da Jurema remonta a tempos imemoriais, anteriores, inclusive à colonização portuguesa na América. A altura, diversas tribos indígenas da atual Região Nordeste do Brasil, reverenciavam a Jurema por suas propriedades psicoativas, inserido-a em diversos ritos de comunicação com as divindades de seu panteão através do transe, alguns dos quais ainda preservados pelas comunidades da região. O Toré, uma forma específica de culto à Jurema, é, por vezes a única forma de identificação cultural remanescente entre os ameríndios do Nordeste.
Esta variedade de cultos, entretanto, foi severamente reduzida por ocasião do contato europeu, de forma que a tradição da Jurema teve de ser adaptada aos preceitos católicos, devido à forte repressão colona aos cultos considerados pagãos. Assim, o vasto panteão aborígene foi gradualmente suprimido, sendo adotado, nos rituais da população cabocla, as mesmas deidades do catolicismo tradicional. O culto aos antepassados, porém, por sua grande influência, foi mantido e, ademais, adaptado à realidade dos Mestres da Jurema.

## Entidades espirituais
O Catimbó, assim como a maior parte das religiões xamânicas, é considerado um culto de transe, no qual as entidades, conhecidas como Mestres, se utilizariam o corpo do Catimbozeiro e, momentaneamente, tomariam todos os domínios básicos do organismo. Semelhante ao que ocorre na Umbanda, onde os espíritos se organizam em direita e esquerda conforme a natureza positiva ou negativa que possuam, mas trabalhando de acordo com a vontade do médium, os Mestres são relativamente neutros, podendo operar tanto boas quanto más ações. Tais Mestres seriam figuras ilustres do Catimbó, que, quando vivos, teriam realizado diversos atos de caridade por intermédio do uso de ervas e propriedades xamânicas, de modo que por ventura de sua morte, teriam sido transportados a uma das Cidades místicas do Juremá, localizada nas imediações de um arbusto de Jurema plantado pelo Mestre anteriormente a seu falecimento.

## Catimbó-jurema de terreiro
Jurema de terreiro ou Catimbó de terreiro é a designação comum à linha de Catimbó-Jurema que tem seus rituais processados em um terreiro, ao som dos tambores e atabaques. Esta modalidade de culto apresenta uma massiva influência africana em sua composição, ao contrário das demais linhas do catimbó-jurema, que são, predominantemente, de origem indígeno-católica.

### Caboclos do Catimbó-jurema
Subordinados aos mestres, encontram-se as entidades conhecidas como Caboclos da Jurema. Esta forma de espírito ancestral, representa os pajés e guerreiros indígenas falecidos, envidados ao Mundo Encantado de forma a auxiliarem os Mestres na realização de boas obras. Os Caboclos são sempre invocados no início do culto, antes mesmo da incorporação seus superiores. Estes seres espirituais, seriam os responsáveis pela prescrição de ervas medicinais, banhos e rezas que afastariam o mau-olhado e o infortúnio.

### Exu
No Catimbó-Jurema, nomeia-se Exu a entidade responsável por auxiliar os mestres em trabalhos de esquerda, ou seja, voltados fundamentalmente à prática de trabalhos. Diferente do que ocorre na Umbanda onde os Exus possuem identidades distintas, no Catimbó há um subordinação total destas entidades a autoridade do Mestre, numa espécie de servidão. Outra diferença entre as concepções do Exu de Umbanda e o Catimbozeiro consiste na sua função: enquanto no catimbó é utilizado na prática de trabalhos para abrir caminhos e proteção na rua, na umbanda é o guardião que protege contra os espíritos "trevosos".
Na Jurema-Catimbó, a presença dos exus resume-se à linha da Jurema de Terreiro, sendo sua existência rara em outras linhas.

## Jurema na literatura
Na literatura o suco da jurema aparece no romance Iracema de José de Alencar, (1829 - 1877), publicado em 1865. É descrito como bebida de cor esverdeada, que deixavam os índios em estado de transe, propiciando-lhes sonhos agradáveis. Iracema era filha do pajé, guardiã do suco da jurema. Por isso deveria manter-se virgem, mas sua vida muda com a chegada de Martim, um homem branco, que chegara como convidado à sua casa.
O romance ocorre no interior e litoral nordestino (terra do autor) e explora a rivalidade tribal entre os índios tabajaras (da tribo de Iracema) e os pitiguaras (referência aos potiguaras do qual ainda existem remanescentes), que disputavam territórios litoral e adversários dos tabajaras.
O autor apesar de descrever alguns costumes indígenas, ameniza a violência do processo de aculturação descrito além de Iracema nos seus outros romances indianistas "Ubirajara" (1870), e "O Guarani" (1857) e não fornece um relato comparável as descrições etnográficas. Contudo, diante da escassez de fontes sobre os índios do nordeste do Brasil, é uma importante referência para reconstituição dos rituais e mitos destruídos pela aculturação juntamente com seu romance regionalista "O Sertanejo" (1875).
Também o romance brasileiro "Macunaíma" escrito por Mário de Andrade ( poeta e romancista modernista) faz referência a essa planta para fins ritualísticos. O personagem principal homônimo ao se caracterizar de mulher para enganar Venceslau Pietro Petra, "virou uma francesa tão linda que se defumou com jurema e alfinetou um raminho de pinhão paraguaio para evitar quebranto."

## Estrutura do Juremá
O universo espiritual do catimbó não segue o mesmo padrão estamental do catolicismo (de onde se origina as crenças de céu, inferno e purgatório) . O Juremá, é a cidade onde habitariam os Mestres da Jurema e seus subordinados. Segundo a crença, o Juremá seria composto de uma profusão de aldeias, cidades e estados, os quais trariam um organização hierárquica, envolvendo todas as entidades Catimbozeiras, tais como caboclos da jurema e encantados, sob o comando de um ou até três Mestres.
| “ | Cada aldeia tem 3 Mestres. Doze aldeias fazem um estado com 36 Mestres. No Estado ha cidades, serras, florestas, rios. Quantos são os estados? 7 segundo uns: Vajucá, Tigre, Cadindé, Urubá, Juremal, Fundo do Mar e Josafá. Ou cinco ensinam outros: Vajucá, Juremal, Tanema, Urubá e Josafá. |

Pejorativismo - Os mais antigos na religião dizem que se o termo catimbó alcançou um grau pejorativo tão grande que o culto começou a ser conhecido por Catimbó-jurema, Jurema Sagrada ou simplesmente de Jurema, pelo simples fato da árvore e bebida Jurema estarem presente no culto.
Mais detalhes confira: Jurema Sagrada e Catimbó